# مونت ساينت ميتشل (كيبك)
مونت ساينت ميتشل (بالإنجليزية: Mont-Saint-Michel, Quebec)‏ هي بلدية محلية في كيبيك تقع في كندا في Antoine-Labelle Regional County Municipality. يقدر عدد سكانها بـ 633 نسمة ومساحتها 144.30 كم2 .